# Matheus Rocha
Matheus Rocha da Silva (født 10. juni 1981) er en brasiliansk sanger og sangskriver. Han blev kendt for Br'oz-gruppen. Da gruppen blev opløst, forfulgte han en solokarriere.

## Pladeudgivelser
- 2009: Ser o que sou